# Røros kommun
Røros kommun (norska: Røros kommune, sydsamiska: Rossen tjïelte) är en kommun i Trøndelag fylke i mellersta Norge med staden Røros (eller Röros på svenska) som centralort. Kommunen gränsar i norr till Tydals och Holtålens kommuner, i sydväst till Os och Engerdals kommuner i Innlandet fylke och i öster till Härjedalens kommun i Sverige.
Røros kommun ingår i Förvaltningsområdet för samiska språk. Språkvarieteten är sydsamiska. 

## Administrativ historik
Røros kommun upprättades den 1 januari 1838 (som Røraas formannskapsdistrikt) när Formannskapslovene från 1837 trädde i kraft. Kommunen hade då i stort sett samma omfattning som den har idag.
1875 överfödes ett obebott område från Ålens kommun. 1929 delades kommunen i fyra delar, Røros, Røros landsogn, Brekken och Glåmos. Den 1 januari 1964 slogs dessa kommuner ihop igen. 1989 överfördes ett obebott område till Holtålens kommun.

## Kommunvapen
Blasonering: I rødt under tegnet for kobber en hammer krysslagt med en feisel alt gull.
(I rött fält ett kopparmärke av guld varunder en hammare av guld korslagd med en slägga av guld.)
Kommunvapnet har varit inofficiellt i bruk sedan den 29 oktober 1992. Symbolen för koppar – och för planeten Venus – har tillsammans med ett bergjärn och en bergsmansslägga i kors använts som kännetecken för kopparverket och för bergstaden Røros sedan åtminstone 1700-talet.

## Tätorter
I Røros kommun finns en tätort:
- Røros (centralort)

## Socknar
Inom Norska kyrkan är Røros kommun indelad i fyra socknar:
- Brekkens socken
- Glåmos socken
- Hitterdals socken
- Røros socken

Socknarna ingår i Gauldals prosteri i Nidaros stift.

## Bilder

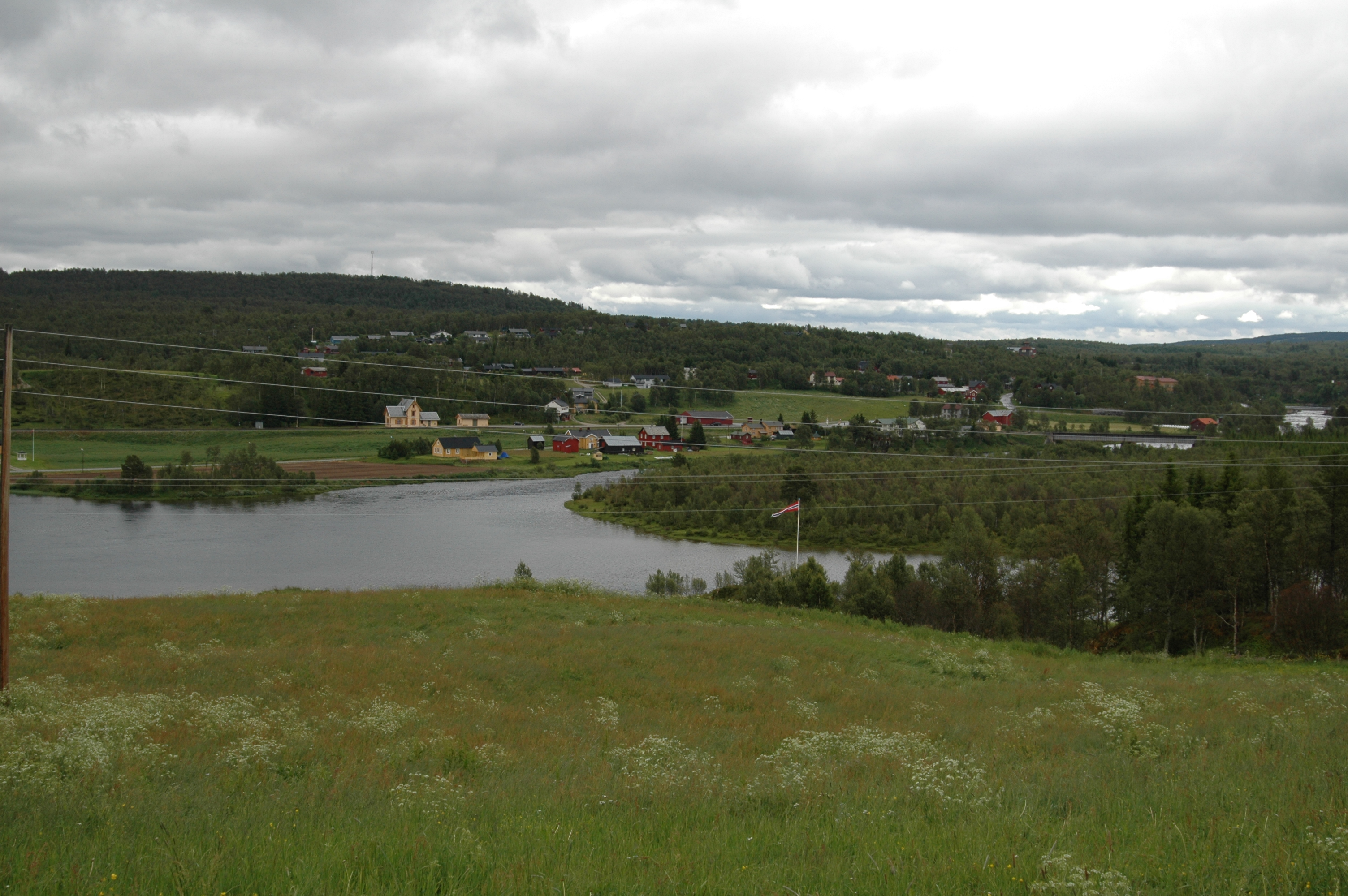
Glåmos.
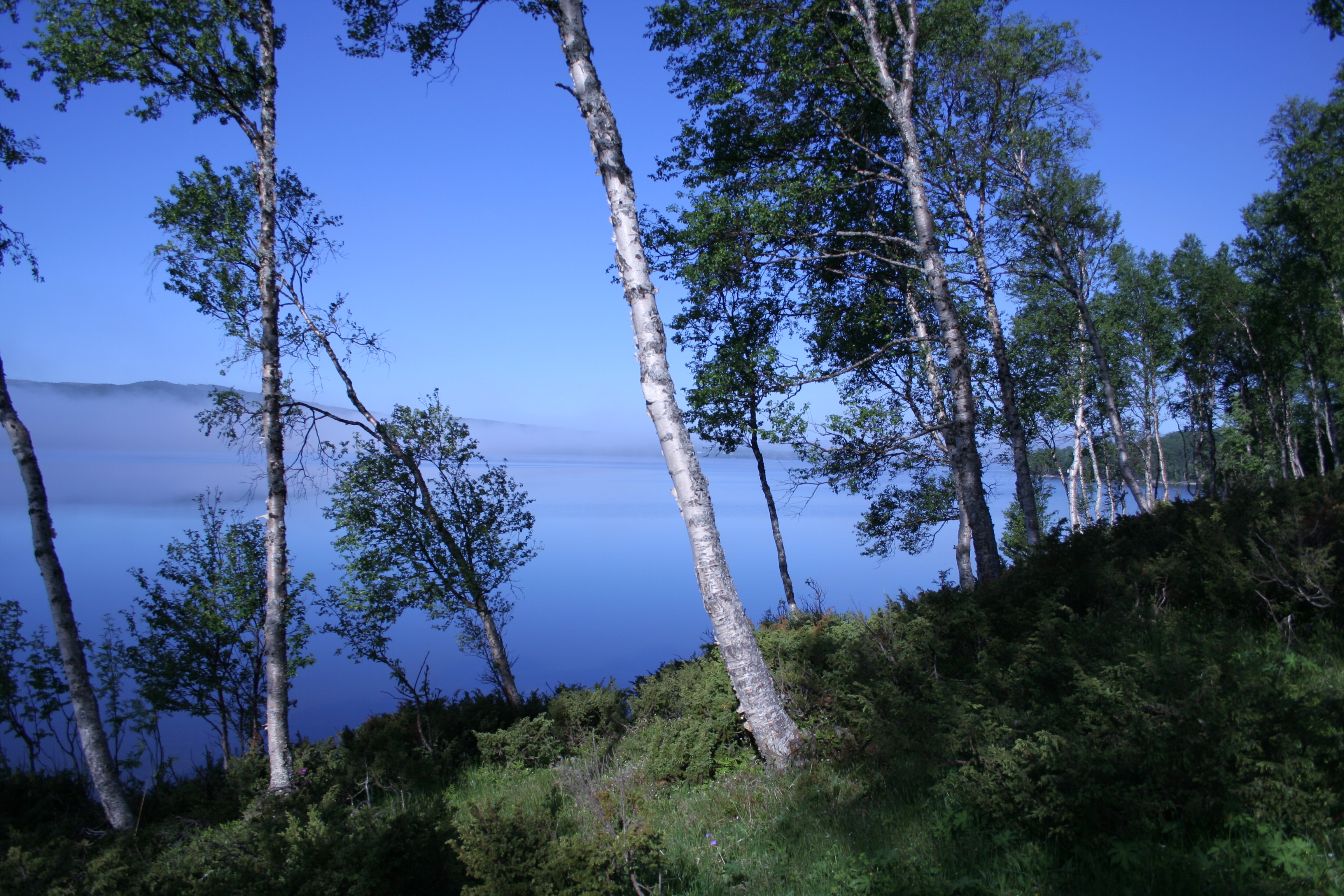
Aursunden.
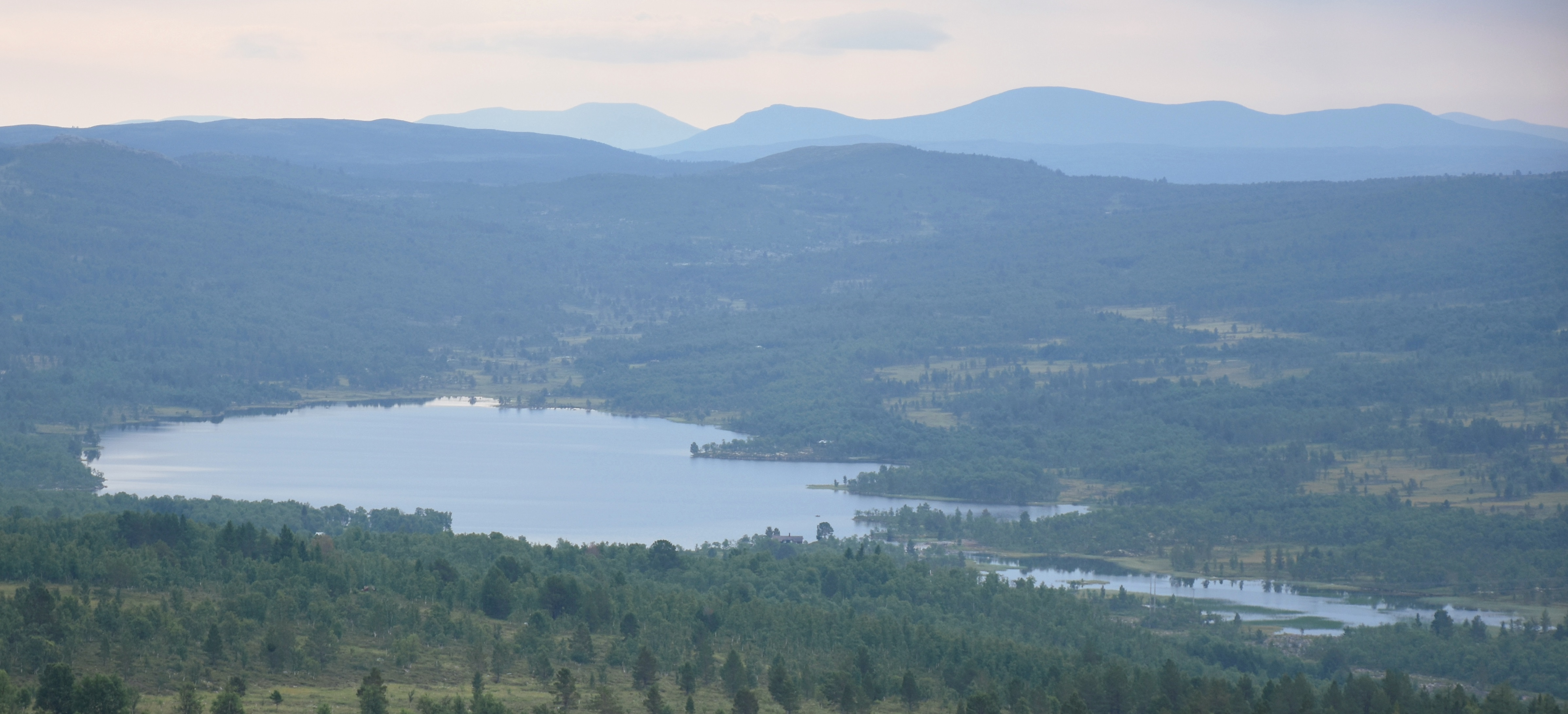
Hittersjøen.